# Phineas Horton
Phineas Thomas Horton è un personaggio dei fumetti creato da Carl Burgos (testi e disegni), pubblicato dalla Timely Comics (poi diventata Marvel Comics). La sua prima apparizione risale a Marvel Comics n. 1 (ottobre 1939).

## Biografia del personaggio
Nel 1939 il professor Phineas Thomas Horton era un ambizioso scienziato, che per primo al mondo riuscì a costruire un androide. Sfortunatamente l'androide si ricoprì di fiamme proprio durante la presentazione ufficiale ad un convegno di scienziati e il professore fu deriso dai colleghi. L'androide, che col tempo aveva imparato a controllare il proprio potere, abbandonò il suo creatore ed assunse il nome di Torcia Umana.
Il professor Horton decise comunque di non rinunciare ai suoi piani e di costruire un secondo androide, Adam II, il quale però si rivelò malvagio e, ribellatosi ad Horton, cercò di conquistare il mondo. Fu la All-Winners Squad ad intervenire salvando il professore e mandando all'aria i piani dell'androide.
Successivamente, per qualche anno Horton, sotto lo pseudonimo di Thomas Raye, riuscì a condurre una vita tranquilla: si sposò e, dopo la morte prematura della consorte, si dedicò interamente a crescere la piccola Frankie, la figlia della moglie. Infine, però, cedette di nuovo all'ambizione e cominciò ad assemblare un terzo androide, anche questa volta con esito infausto: mentre stava trasportando alcuni agenti chimici nel laboratorio del padre, Frankie inciampò su alcuni cavi e causò un'esplosione che le fece acquisire il potere di controllare il fuoco. Il professore ritenne comunque più prudente ipnotizzarla per indurla a dimenticare tutto. Solo anni più tardi Frankie riacquistò la memoria, anche grazie all'incontro con Johnny Storm dei Fantastici Quattro, e cominciò a vestire i panni di Nova.
Il professor Horton non riuscì però, suo malgrado, a restare a lungo nell'ombra: un malvagio robot di nome Ultron lo rapì per costringerlo a costruire un terzo androide, chiamato Seconda Visione, utilizzando il corpo del primo androide (Torcia Umana), che era stato recuperato dal Pensatore Pazzo. La Seconda Visione, a cui Horton aveva lasciato alcuni ricordi del primo androide, cercò di ribellarsi ad Ultron: quest'ultimo punì con la morte il professore per essersi rifiutato di distruggere la sua creatura, e riprogrammò la mente della Seconda Visione.
In seguito i Vendicatori liberarono la Seconda Visione dal controllo di Ultron e rintracciarono anche il professor Horton, il quale spiegò che la Seconda Visione in realtà non era stato assemblato da lui e che non era costituito da parti della Torcia Umana. I resti del primo androide furono infatti ritrovati altrove. Questa misteriosa vicenda fu chiarita da un essere chiamato Space Phantom: mentre Ultron stava prendendo il corpo della Torcia, un viaggiatore del tempo di nome Immortus aveva sdoppiato la linea del tempo, creandone una alternativa. In una linea temporale, Horton aveva utilizzato la Torcia Umana per assemblare la Seconda Visione ed era stato ucciso da Ultron; nella linea alternativa invece tutto questo non era accaduto. Infine, il professor Horton che era stato rintracciato dai Vendicatori era in verità un alieno mutante.